# Константин Генков
Константин Светославов Генков е български футболист, който играе за Литекс (Ловеч). Продукт на Академия Литекс. Изявява се в лявата зона, като може да играе еднакво добре на поста ляв защитник и ляв опорен халф, но титулярната му позиция е ляво крило. Силният му крак е левият.

## Кариера

### Юношески години
Генков започва да тренира футбол през 2001 г. в ДЮШ на Литекс още преди официално да е създадена Академията, а първият му треньор е Митко Маринов. Преминава през всичките възрастови формации на ловчанлии с които участва в редица първенства и турнири. Следващият му треньор е Пламен Линков. През 2009 г. с „оранжевите“ и старши треньор Евгени Колев достига до финал за Купата на БФС при юношите старша възраст, родени през 1991 г. В Правец Литекс губи драматично финала от Левски (София) със 7:8 след изпълнение на дузпи (1:1 в редовното време). На 28 юни 2009 и също в Правец с младшата възраст на Литекс родени 1992 г. на треньора Евгени Колев става Републикански шампион на България. На финала „оранжевите“ побеждават Левски (София) с 4:2, а Константин отбелязва единият от головете. Пак през същата година и отново в Правец с юношеска формация на Литекс водена от старши треньора Петко Петков взима участие в VI издание на международния футболен турнир за юноши „Юлиян Манзаров“. „Оранжевите“ с Генков в състава си попадат в т.нар. „желязна група“ в които са още отборите на ЦСКА (София), Левски (София) и Стяуа Букурещ. „Оранжевите“ завършват на първо място и се класират на финал. Там за трофея спорят с „гранда“ Барселона и след победа с 1:0 печелят турнира. През сезон 2008/09 Константин Генков се състезава както за своята възрастова група в Академията, така и за дублиращия отбор на Литекс. След навършване на 19-годишна възраст ръководоството на клуба не му предлага договор, но младокът изпуска срока за подаване на декларация, която да му позволи да напусне клуба като свободен агент.

### Професионална кариера
През юли 2011 г. Генков преминава в Ботев (Криводол). Записва 13 официални мача, в които бележи 8 попадения и прави 5 асистенции. След фалита на клуба през зимната пауза Генков се озовава в Югоизточната В група с екипа на Брестник (Пловдив). Там записва едва 6 мача, в които се разписва на 3 пъти и добавя още толкова асистенции.
През есента на 2012 г. облича екипа на четвъртодивизионния Сторгозия (Плевен), където с един куп голове и асистенции Генков и съотборниците му с треньор Бойко Цветков успяват да стигнат до В група. Впоследствие отборът на Спартак (Плевен) влиза във В група с лиценза на Сторгозия но само 2 кръга след началото на сезона Генков напуска клуба поради неразбирателство с ръководството на отбора. През пролетта на 2014 г. играе в отбора на Плевенското село Малчика и се завръща във В група през есента. След сезон и половина във В група отбелязвайки дузина важни голове с екипа на Ювентус (Малчика) през зимната пауза на 2015 г. – 2016 г. Бившият юношески национал преминава в отбора на Вихър (Славяново) с който ще гони място в челото на класирането в Северозападната В група.

## Успехи
- Международен юношески турнир „Юлиян Манзаров“ – 2009
- Шампион на България при юноши младша възраст родени 1992 г. – 2009
- Междунаpoден юношески туpниp „Юлиян Манзаров“ – 2010
- Шампион на България при юноши стаpша възраст родени 1992 г. – 2011